# Plinthe chauffante
La plinthe chauffante, aussi nommée chauffage par plinthe est un système de chauffage alliant inertie, convection et rayonnement.

## Historique
La plinthe chauffante est utilisée depuis de nombreuses années au Québec et en Amérique du Nord.
L'origine de la plinthe chauffante en France pourrait remonter à l'invention d'Albert-Ernest Herdener du chauffage au moyen de plinthes, breveté sous le nom de "chauffage au moyen de plinthes pourvues de corps chauffants électriques" le 26 juin 1930, ainsi que l'invention d'Henri-Fernand Launai, breveté sous le nom de "Chauffage central invisible à eau chaude ou vapeur", le 19 janvier 1932. Le brevet implique l'utilisation d'une tuyauterie rectangulaire, afin de répliquer, et de simuler une plinthe.Ce sont les deux premiers brevets enregistrés par l'INPI enveloppant le sujet de la discrétion du système de chauffage sous forme de plinthes.
En 2004, un entrepreneur alsacien a lancé la plinthe chauffante sur le territoire français, proposant un produit plus abouti en améliorant le principe et le design de ce système de chauffage.[réf. nécessaire]

## Principe de fonctionnement
La plinthe chauffante fonctionne comme un radiateur électrique rayonnant donc partiellement comme un convecteur.
Pour la partie convecteur, en ressortant de la plinthe, l'air chaud se répartit uniformément sur le long des murs.
Il existe deux types de plinthes chauffantes : 
- la plinthe chauffante électrique, dotée d'une résistance d'une puissance de 250 W par mètre linéaire ;
- la plinthe chauffante eau chaude, dotée de tuyaux de cuivre dans lesquels circule l'eau chaude issue de la chaudière.

## Consommation énergétique
La principe est similaire à celle de radiateurs rayonnants mais avec l'avantage, à puissance égale, d'une surface plus importante donc qui favorise l'aspect rayonnant (au détriment de l'aspect convection) et donc procure une meilleure sensation de confort calorifique.

## Coût
À partir de 185 € par mètre linéaire en moyenne au troisième trimestre 2013.